# Cystomutilla
Cystomutilla (лат.) — род ос-немок из подсемейства Sphaeropthalminae.

## Распространение
Палеарктика. Европа, Северная Африка, Северная Азия, Корея, Япония.

## Описание
Мелкие пушистые осы (около 1 см) с неопушенными глазами. От близких видов отличается полусферической формой глаз, длинным стебельчатым первым сегментом брюшка, опушеными бороздками на втором тергите и стерните брюшка, и отсутствием выреза на внутреннем крае глаз. Бок среднегруди выпуклые и она шире, чем промежуточный сегмент. Предположительно, как и близкие виды паразитоиды пчёл и ос.

## Систематика
2 рецентных вида.
- Cystomutilla ruficeps (Smith, 1855)
  - =Cystomutilla erythrocephala (Lucas, 1849)
  - =Cystomutilla parvula (Kriechbaumer, 1896)
- Cystomutilla teranishii Mickel, 1935